# (856) Backlunda

(856) Backlunda est un astéroïde de la ceinture principale découvert le 3 avril 1916 à Simeis par l'astronome russe Sergueï Beljawsky.
Sa désignation provisoire était 1916 S30.